# 鳩 (水雷艇)
|                | |
| 艦歴           | |
| 計画           | 昭和9年度計画（②計画） |
| 起工           | 1936年5月28日 |
| 進水           | 1937年1月25日 |
| 就役           | 1937年8月7日竣工 |
| その後         | 1944年10月16日空爆により大破しその後に沈没                                                                                  |
| 除籍           | 1944年12月10日 |
| 要目（竣工時） | |
| 排水量         | 基準：840英トン 公試：960トン                                                                                               |
| 全長           | 88.50m |
| 全幅           | 8.18m |
| 吃水           | 2.76m |
| 機関           | ロ号艦本式缶2基 艦本式タービン2基 2軸、19,000馬力                                                                           |
| 速力           | 30.5ノット |
| 航続距離       | 14ノットで4,000海里 |
| 燃料           | 重油：245トン |
| 乗員           | 129名 |
| 兵装           | 45口径十一年式12cm単装砲3門 53cm3連装魚雷発射管1基3門 （六年式魚雷3本） 40mm機銃1挺（雉、鷺、鳩は毘式） （雁は25mm機銃1挺） |

鳩（はと）は、日本海軍の水雷艇。鴻型の8番艇。艦艇名として、漢字は異なるが同音同義の隼型水雷艇「鴿」を初代として2代目とされる場合がある。

## 艇歴
1935年（昭和10年）11月22日、鳩と命名され、水雷艇に類別。1936年（昭和11年）5月28日に東京石川島造船所で起工。1937年（昭和12年）1月25日進水。同年8月7日に竣工し、呉鎮守府籍、第11水雷隊に編入された。
日中戦争では、華北沿岸作戦、揚子江遡行作戦に従事。太平洋戦争開戦後、海上護衛作戦に参加。
1943年1月、「鳩」は佐伯からパラオへ向かった陸軍輸送船8隻の護衛に従事した。
6月8日、第三十一号哨戒艇とともに呉からパラオへ向かうP607船団を護衛中、同船団の「河北丸」がアメリカ潜水艦に撃沈された。7月21日、豊後水道からパラオへ向かうオ505船団を護衛中、同船団の「サイパン丸」がアメリカ潜水艦に撃沈された。
1944年（昭和19年）10月16日、船団護衛中に香港南東で米空母艦載機の爆撃を受けて大破し、被曳航中に沈没。同年12月10日に除籍。

## 歴代艇長
艤装員長
- 太田良直治 少佐：1937年4月10日[8] -

水雷艇長
- 太田良直治 少佐：1937年8月7日[9] - 1938年12月15日[10]
- 菅原六郎 少佐：1938年12月15日[10] - 1940年1月25日[11]
- 加茂喜代之 少佐：1940年1月25日[11] - 1940年10月15日[12]
- 道木正三 大尉：1940年10月15日[13] - 1941年9月10日[14]
- 岡村幸雄 大尉：1941年9月10日[14] -